# Éditions de l'Amateur
Les Éditions de l'Amateur sont une maison d'édition française, fondée à Paris en 1985, et spécialisée dans le livre d'art.

## Histoire
En 1992, elles prennent 37 % des éditions Somogy. En juillet 1994, le groupe Vilo acquièrent 51 % des Éditions de l'Amateur.
En 2014, elles sont rachetées au groupe Vilo par JNF Productions, dirigée par Jean-Noël Flammarion ; la direction éditoriale est confiée à Michel Jullien et Aurélien Moline.

## Auteurs publiés
- Gérald Schurr